# エディ・ニャオレ
エディ・ニャオレ (Vhakka Eddy Stelh Gnahoré, 1993年11月14日 - ) は、フランスのサッカー選手。ポジションはMF。アスコリ・カルチョ1898 FC所属。
プランス＝デジル・グアノはいとこ。

## 経歴
マンチェスター・シティFCの下部組織に所属した後、バーミンガム・シティFCに入団。2012年1月、トップチームに初召集される。
しかしバーミンガムでは出場機会に恵まれず、約1年で退団。その後はトロワACやASサンテティエンヌなどのトライアルなどを受け、2014年7月に1年の無所属期間を経てカッラレーゼ・カルチョに入団した。
2016年1月26日、SSCナポリに移籍。すぐにセリエAのカルピFCにレンタルに出されたが、2月13日のトレーニング中に負傷したため、試合に出場することは無かった。翌シーズンはセリエAのFCクロトーネに期限付き移籍。
2017年7月、USチッタ・ディ・パレルモと4年契約を結んだ。
2018年7月26日、リーグ・アンのアミアンSCに期限付き移籍した。
2020年シーズンに中国スーパーリーグの武漢足球倶楽部に期限付き移籍した。
2022年8月31日、アスコリ・カルチョ1898 FCに2年契約で移籍した。